# 中华路街道 (安阳市)
中华路街道，是中华人民共和国河南省安陽市文峰区下辖的一个乡镇级行政单位。
2023年8月16日，将文峰区中华路街道东瓦亭村和西瓦亭村调整至安阳县白璧镇管辖。

## 行政区划
中华路街道下辖以下地区：
昌泰社区、郑家村、盖津店村、晁家村、任家庄村、东瓦亭村、西瓦亭村、三府村、大市庄村和六府市庄村。